# Bomb the Bass
 (avril 2018).
Si vous disposez d'ouvrages ou d'articles de référence ou si vous connaissez des sites web de qualité traitant du thème abordé ici, merci de compléter l'article en donnant les références utiles à sa vérifiabilité et en les liant à la section « Notes et références ».

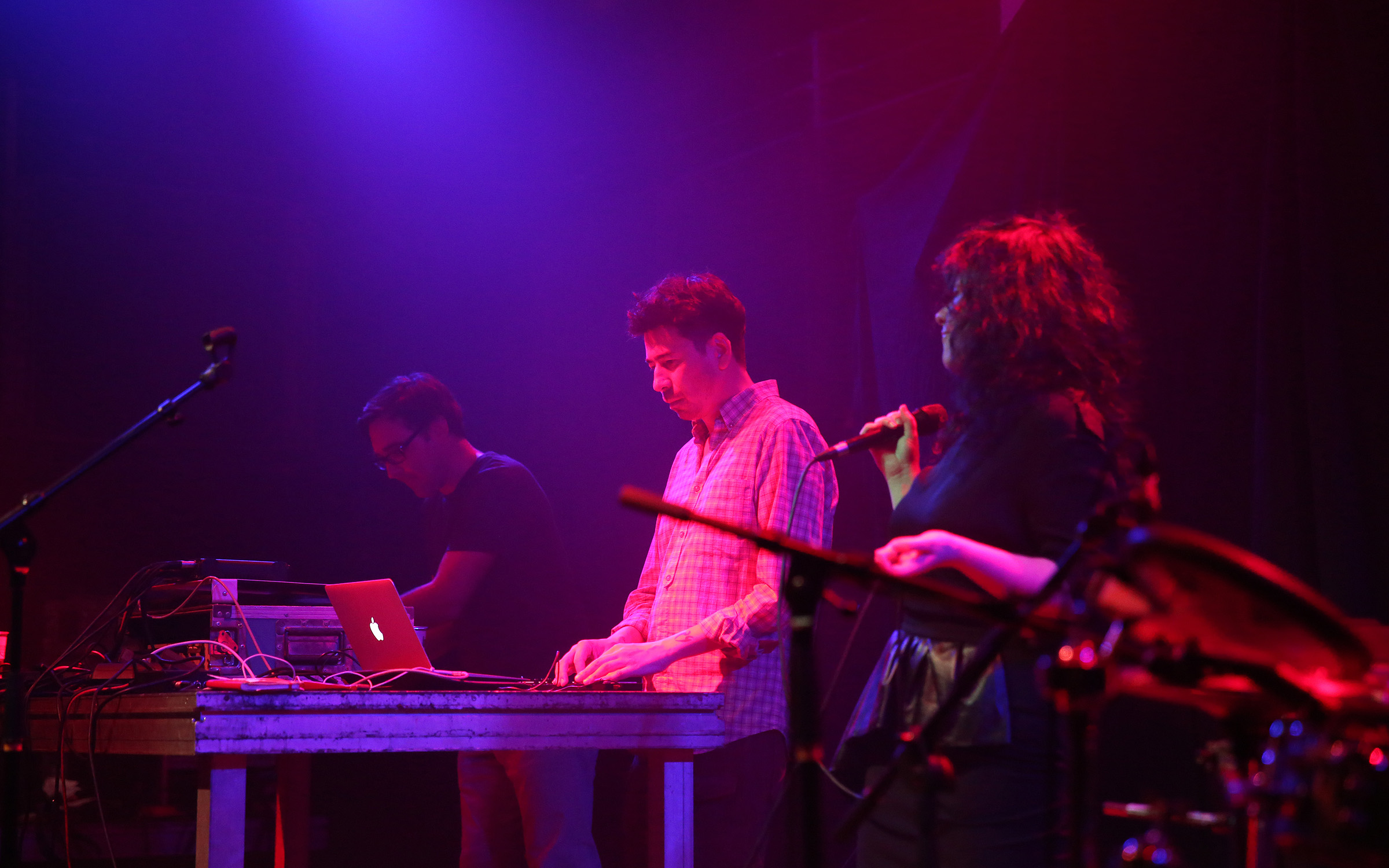
Ghost Capsules (avec Tim Simenon), concert au brut im Künstlerhaus lors du Popfest 2013 à Vienne, Autriche.

Bomb the Bass fut un groupe britannique créé par le DJ et producteur Tim Simenon. Son premier hit, Beat Dis, issu de l'album Into the Dragon fut numéro 2 au Royaume-Uni, et fut un des premiers morceaux à faire connaître le sampling au grand public (ainsi que des groupes comme M/A/R/R/S ou S'Express, par exemple). Le morceau Megablast (Hip Hop on Precinct 13) du même album fut utilisé pour la bande son du jeu Xenon 2: Megablast. Le titre Winter in July dans l'album Unknown Territory a connu un certain succès.
Tim Simenon et Bomb the Bass produisirent par ailleurs le single Buffalo Stance qui lança la carrière de la suédoise Neneh Cherry. Les paroles de la chanson comprennent d'ailleurs un hommage à Bomb the Bass (Bomb the Bass, rock this place!). Avec d'autres groupes du label Rhythm King, comme S'Express, ou les Beatmasters, Bomb the Bass popularisa un type de House Music appelé Acid house. Entre autres hits de Bomb the Bass, on peut noter la reprise de Dionne Warwick I Say a Little Prayer. Le troisième album, Clear, compte des invités dont Sinead O'Connor, Jah Wobble, Benjamin Zephaniah, ainsi qu'une apparition de l'écrivain Will Self. En 2009, le groupe est toujours en sommeil, mais Tim Simenon est un producteur reconnu, qui a notamment travaillé avec Depeche Mode.
En 2010, le groupe sort l'album Future Chaos, en vinyle et cd, ainsi qu'en digital, un album qui invite notamment Mark Lanegan, Fujiya & Miyagi ou encore Jon Spencer. Un album de remixes, uniquement disponible en digital, est édité la même année, sur le même label germanique, la référence underground !K7.
Début 2011, Bomb The Bass se joint au groupe français dDamage pour livrer Fuzzbox Ep, une galette vinyle également disponible en digital, qui invite Jon Spencer (du Blues Explosion) et Jack Dangers (Meat Beat Manifesto). Le disque est distribué et édité par le label français Clapping Music, qui avait déjà sorti l'EP Trop Singe de dDamage featuring TTC, Dose One (Anticon) ou encore le groupe rap La Caution. Pour 2011, Bomb The Bass et dDamage devraient continuer leur collaboration.[réf. nécessaire]

## Albums
- Into the dragon (Rhythm King, 1987)
- Unknown Territory (Rhythm King, 1991)
- Clear (Fourth and Broadway, 1995)
- Beat Dis - The Very Best Of Bomb The Bass (BMG, 1999)
- Future Chaos (!K7, 2008)
- Back to Light (!K7, 2010)
- In The Sun (O*SOLO Records, 2013)